# Selección femenina de voleibol sub-18 de la Unión Soviética
La selección femenina de voleibol sub-18 de la Unión Soviética representó a la  Unión Soviética en el voleibol femenino y partidos amistosos bajo la edad de 18 años y fue gobernada por la Federación Soviética de Voleibol. Fue miembro de la Federación Internacional de Voleibol (FIVB) y también una parte de la Confederación Europea de Voleibol (CEV).

## Participaciones

### Campeonato Mundial de Voleibol Femenino Sub-18[1][2]
| Año   | Pos.              |
| ----- | ----------------- |
| 1989  | Medalla de oro    |
| 1991  | Medalla de bronce |
| Total | 2/2               |

El equipo nacional de voleibol femenino sub-18 de la Unión Soviética no compitió en ningún Campeonato Europeo juvenil porque el equipo se disolvió a fines de 1991 antes del primer campeonato europeo juvenil que tuvo lugar en 1995.

## Jugadores

### Equipo actual
Nataliya Alekseevna Gomzina, Larisa Yarovenko, Anastasia Petrenko, Elvira Savostianova, Evgeniya Artamonova-Estes, Natalia Hanikoğlu, Natalya Kurnosova, Elizaveta Tishchenko, Lyudmila Gilyazutdinova, Tatiana Smirnova, Anna Voeikova, Natalya Belousova